# Scopula siccata
Scopula siccata är en fjärilsart som beskrevs av Mcdunnough 1939. Scopula siccata ingår i släktet Scopula och familjen mätare. Inga underarter finns listade.